# Louis-Marie-Charles Mercier Dupaty

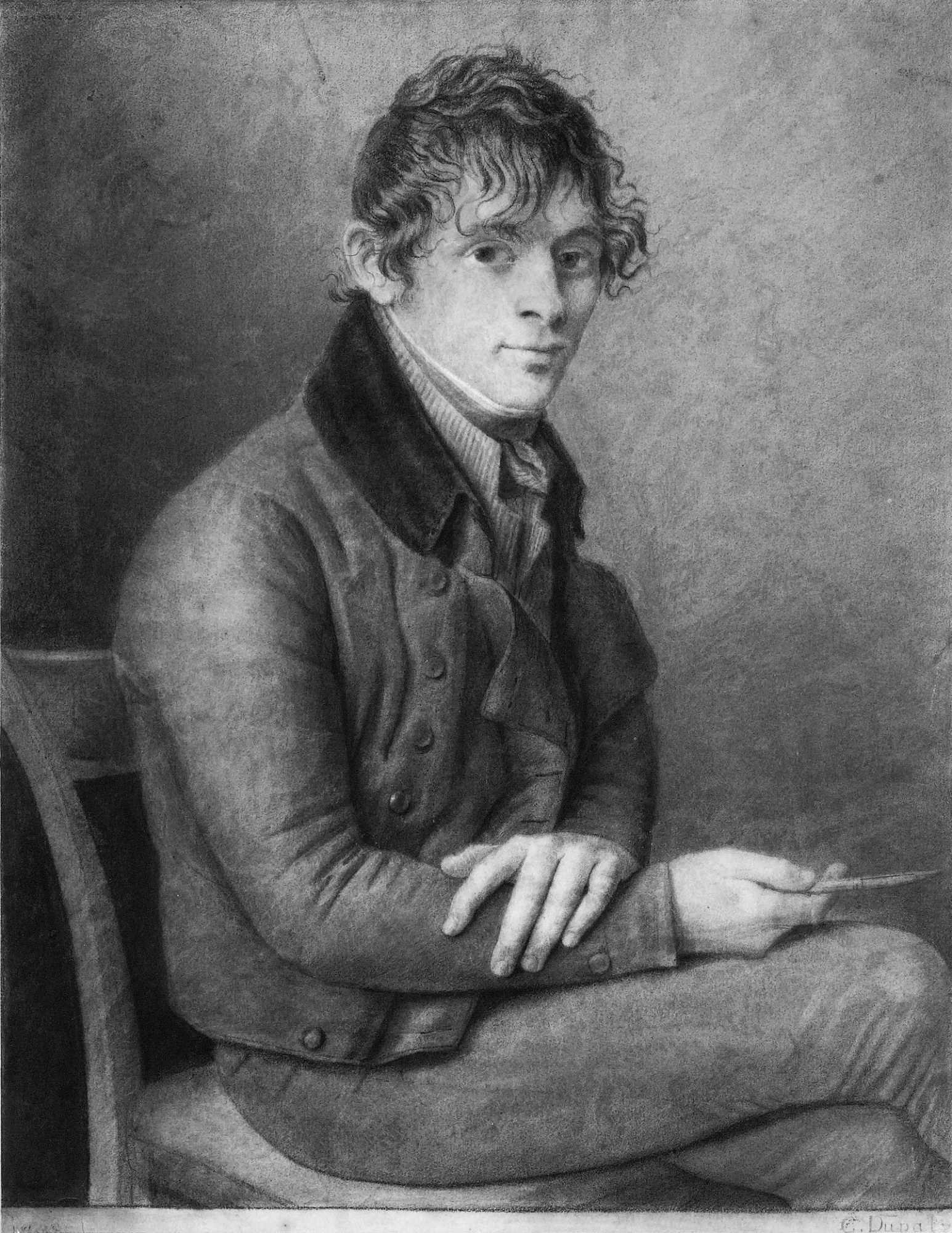
Selbstbildnis, 1808

Louis-Marie-Charles Mercier Dupaty

Louis-Marie-Charles Mercier Dupaty (* 29. September 1771 in Bordeaux; † 12. November 1825 in Paris), genannt Louis-Marie oder Charles Dupaty, war ein in der Zeit des Ersten Kaiserreiches und der Restauration aktiver französischer Bildhauer des Klassizismus.

## Biografie
Der Sohn des Magistrats Jean-Baptiste Mercier Dupaty (1746–1788) wuchs mit seinen drei jüngeren Brüdern, dem späteren Bühnenautor und Verwalter der Bibliothèque de l’Arsénal Emmanuel (1775–1851), Auguste (1777–1801) und Adrien (1779–1832), sowie drei Schwestern in Bordeaux auf.
Dupaty, ursprünglich wie sein Vater und sein jüngerer Bruder Adrien für die Magistratur bestimmt, verschrieb sich erst relativ spät der Bildenden Kunst. Er war zunächst Schüler des Landschaftsmalers Pierre-Henri de Valenciennes (1750–1819) und des Historienmalers François Vincent (1746–1816), entschied sich dann aber für die Bildhauerkunst und setzte seine Ausbildung bei François-Frédéric Lemot (1772–1827) fort. Im Jahr 1799 errang er mit dem Werk Péricles venant visiter Araxagoras den Grand Prix de sculpture des Institut de France.
Während seines darauf folgenden achtjährigen Aufenthaltes in Italien (1803–1811), zur Vervollständigung seines Studiums der Werke des klassischen Altertums, schuf Dupaty Porträtbüsten von Lucien Bonaparte (1775–1840), der sich aufgrund eines Zerwürfnisses mit seinem Bruder Napoleon ab 1804 auf seine Ländereien in Canino zurückgezogen hatte, und dessen Gattin. Lucien übermittelte ihm im Jahr 1807 das Angebot seiner Schwester Elisa Bonaparte-Baccioci (1777–1820, Erbprinzessin von Piombino von 1805 bis 1815), in Carrara die Leitung der von ihr wiederbelebten Bildhauerschule Accademia di Belle Arti di Carrara zu übernehmen. Dupaty, der gemäß Hector Sonolet, dem damaligen Direktor des Musée des Arts de Carrare, seinen Philoclete in einem Atelier in Carrara schuf, schlug dieses Angebot aus.
Nach seiner Rückkehr aus Italien nahm die Académie des Beaux-Arts  ihn im Jahr 1816 als Mitglied auf, vier Jahre später erfolgte die Berufung an die Ecole royale des Beaux-Arts (Paris).
Louis-Marie-Charles-Henri Mercier Dupaty starb im Jahr 1825 im Alter von 54 Jahren in Paris, einige Jahre nach seiner Hochzeit (1822?) mit der Tochter des Mediziners Georges Cabanis (1757–1808). Aus dieser Ehe war im Jahr 1823 ein im Kindesalter verstorbener Sohn namens Georges-Emmanuel (1823–1826) hervorgegangen.
Durch seine Schwester Eléonore Charlotte Marie (1774–1848) war Dupaty der Onkel des französischen Geologen Léonce Élie de Beaumont (1798–1874). Dessen Nachfahren bewahren in ihrem Familiensitz, in Schloss Canon in Mézidon-Canon im Département Calvados mehrere Werke des Künstlers, darunter zwei Selbstbildnisse: eine marmorne Porträtbüste (1811, signiert „Charles Dupaty par lui-même“) und ein undatiertes marmornes Standbild, sowie eine marmorne Porträtbüste der Mutter des Künstlers (1812, signiert „Mme Dupaty par son fs C. Dupaty“).
Ein bronzenes Porträtmedaillon mit dem Profil des Künstlers von David d’Angers (1788–1856) befindet sich in dem Galerie David d’Angers genannten angevinischen Museums.

## Ehrungen und Auszeichnungen
- 1799: Verleihung des Grand prix de sculpture durch das Institut de France für Périclès venant visiter Araxagoras
- 1816: Ernennung zum Mitglied des Institut de France, später zum Mitglied der Kommission der Schönen Künste des Départements Seine
- 1819: Ernennung zum Offizier der Ehrenlegion
- 1823: Ernennung zum Professor der Ecole royale des Beaux-Arts (Paris)
- ???: Konservator (conservateur adjoint) der Galerie du Luxembourg

## Werk

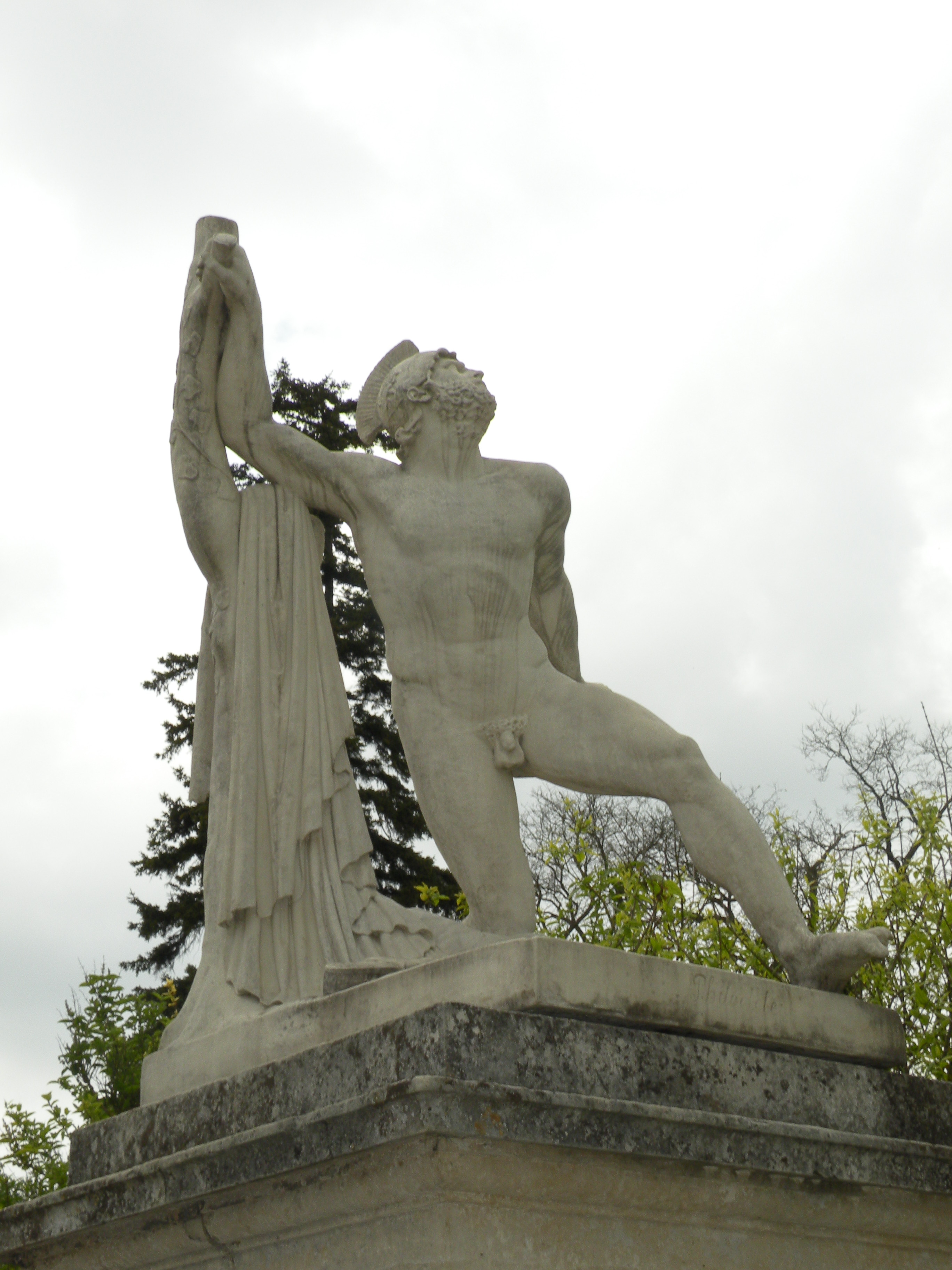
Verwundeter Philoktetes (1810)
Compiègne, Schlosspark

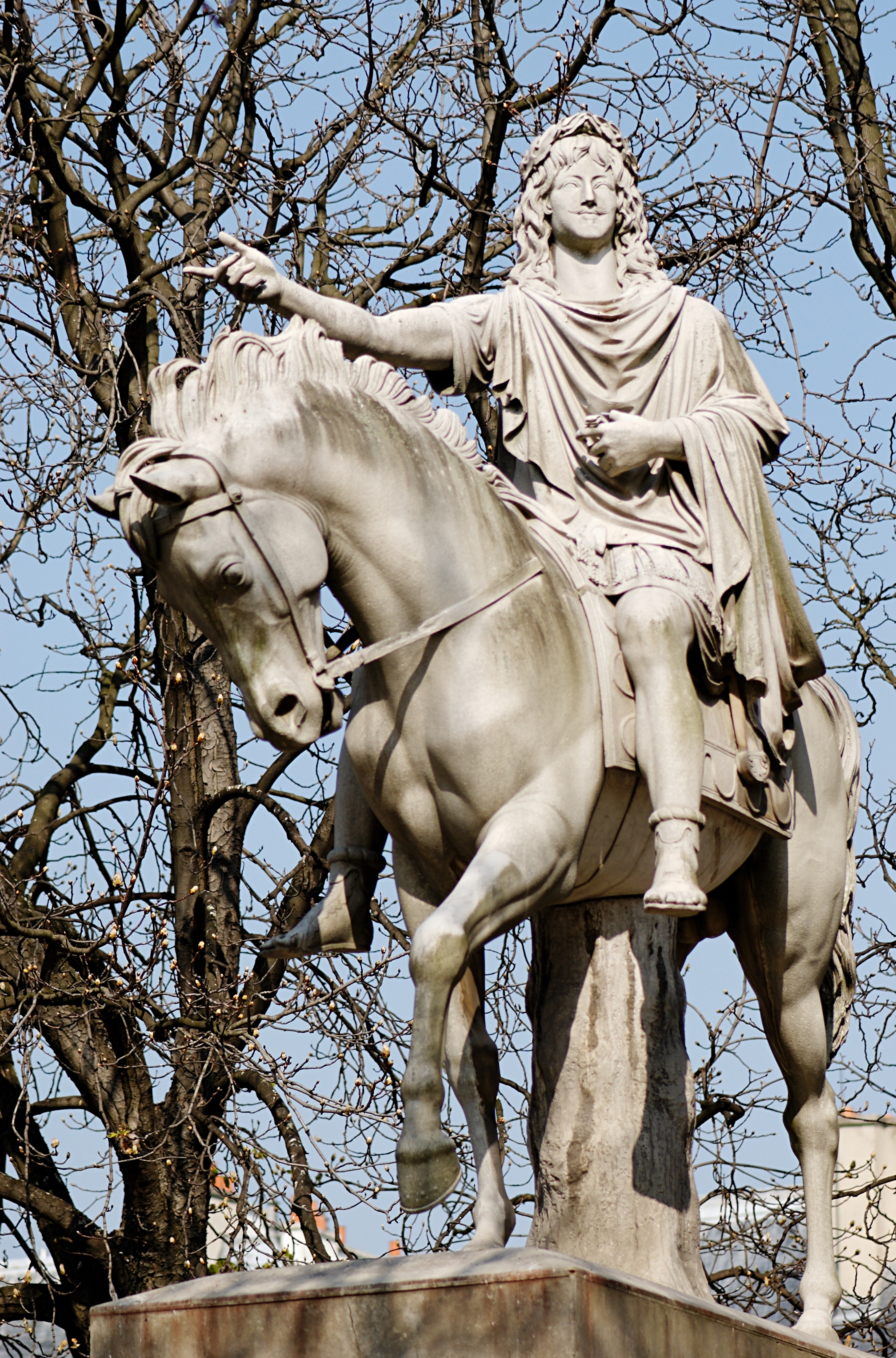
Jean-Pierre Cortot: Reiterstandbild Ludwigs XIII. (nach 1825), nach dem Entwurf (1816/21) von Dupaty

Sowohl in der Wahl der Motive, bei welcher Dupaty historische und mythologische Themen bevorzugte, als auch in der Ausführung entspricht sein Werk der im Zeitgeist liegenden Strömung des Neoklassizismus. Der Vergleich mit Antonio Canova und anderen Zeitgenossen liegt nahe. Beispielsweise zeigt die Figur des Kadmos die typische, in Jacques-Louis Davids Gemälden – unter anderem dem Schwur der Horatier – allgegenwärtige gespreizte Beinstellung.
Auch die heute eher befremdlich wirkende Nacktheit des nur mit seinem Säbel bekleideten Generals Leclerc entsprach dem im Ersten Kaiserreich gültigen Kanon des heldenhaften Mannes. Überlebensgroß und unbekleidet hatte Antonio Canova (1757–1822) sogar den Kaiser in Person in seinem so genannten nu héroïque Napoleon als Mars (1802–1806, London, Aspley House) dargestellt und ebenso erschien General Desaix in dem von Claude Dejou (1732–1816) für die Place des Victoires geschaffenen Standbild.
Daneben war Dupaty ein erfolgreicher Porträtbildhauer.
Gemäß seinem letzten Wunsch vollendete Jean-Pierre Cortot (1787–1883), der sein Nachfolger in der Académie wurde, die Reiterstatue des Königs Ludwig XIII. (Place des Vosges) und das Denkmal zu Ehren des Herzogs von Berry. Letzteres ist nie errichtet worden.

## Werkauswahl
Dupaty stellte folgende Werke mit klassischen Themen im Pariser Salon aus:
- Périclès venant visiter Anaxagoras (Perikles kommt Anaxagoras besuchen), im Jahr 1799 mit dem Grand Prix de sculpture des Instituts ausgezeichnet
- Philoctète blessé (Verwundeter Philoktetes), Salon 1810, Compiègne, Schlosspark
- Vénus Génitrix, Stein, 1810, Salon 1812, Marmor, Paris, Rosarium des Jardin des Plantes
- Ajax bravant les dieux (Ajax, die Götter herausfordernd) oder Ajax poursuivi par la colère de Neptune (Ajax, von der Rache Neptuns verfolgt), Salon 1812, ca. 1831 in der Galerie d’Orléans
- Pomone (Pomona), Salon 1812, ca. 1831 in Paris, Galerie du Luxembourg
- Oreste tourmenté par les Euménides (Orestes, von den Erinyen gequält), auch Oreste poursuivi par les Furies (Oreste von den Furien verfolgt), Skulpturengruppe, Salon 1814
- Cadmus combattant le dragon de Castalie (Kadmos, den Drachen Kastalias bekämpfend) oder Cadmus combattant le serpent de la fontaine de Dircé (Kadmos, den Lindwurm der Fontäne der Dirke bekämpfend) Skulpturengruppe, Salon 1819. Das ursprünglich im Jardin des Tuileries aufgestellte Werk befand sich bis 1836 in Paris, im Jardin des Tuileries, ab Juli 1848 in Orléans im dortigen Jardin des Plantes, von wo es in sehr schlechtem Zustand in das Musée des Beaux-Arts derselben Stadt transportiert wurde.[2]
- Biblis changée en fontaine (Die Verwandlung der Byblis in eine Quelle), Salon 1819, Marmor, 1831 im Musée d’Angoulême, heute in Paris, Musée du Louvre
- Venus devant Pâris (Venus vor Paris), 1822, (M.d.R.) Galerie du Luxembourg

Unter den zahlreichen Standbildern und Porträtbüsten sind hervorzuheben:
- General Desaix, Porträtbüste, anlässlich des Festes der Republik im Vendémiaire 1800 vorübergehend in Paris, Place des Victoires aufgestellt[3]
- Lucien Bonaparte, Porträtbüste des Bruders des Kaisers
- Madame Lucien Bonaparte, Porträtbüste
- Madame Mère, Marmorbüste der Mutter des Kaisers, geborene Laetitia Ramolino, ca. 1810, Salon 1812, Auftragsarbeit für Elisa Bonaparte,[4] Frankreich, Dordogne, Cendrieux, Demeure La Pommerie, Privatsammlung. Kopie von Lorenzo Bartolini in Rueil-Malmaison, Schloss Malmaison, Kopie von unbekannter Hand in Fontainebleau, Schloss Fontainebleau.
- General Le Marois (1776-1836), Marmorbüste, 1806/11
- General Charles Leclerc (1772–1802), Marmorstandbild, Salon 1812, Auftragsarbeit für den französischen Staat, Versailles, Musée des châteaux de Versailles et de Trianon
- Napoleon I., Porträtbüste
- Louis XVIII en costume de sacre (Ludwig XVIII. im Krönungsstaat), Porträtbüste, 1818, Auftragsarbeit für den französischen Staat, ursprünglich in der Chambre des Pairs aufgestellt, heute in Paris, Musée du Louvre.
- Vincent-Marie Viénot de Vaublanc, Porträtbüste, ca. 1820, Gips, New York, Dahesh Museum
- weitere Porträtbüsten, darunter Madame Granger (Marmor, 1811, Bordeaux, Musée des Beaux-Arts), Mademoiselle de la Rue (Salon 1812), Madame Potter, geborene Vaublanc, Tochter von Vincent-Marie Viénot de Vaublanc (ca. 1820, Gips, New York, Dahesh Museum), Mademoiselle de Montholon, La Pasta (Bordeaux, Musée des Beaux-Arts), Monsieur Lethère usw.

Der Künstler hinterließ des Weiteren folgende, teilweise unvollendete Entwürfe und Gipsmodelle:
- Ajax foudroyé (Ajax, vom Blitz getroffen)
- Jeune berger jouant avec un chevreau (Junger Hirte, mit einem Zicklein spielend)
- Ludwig XIII., Reiterstandbild, 1816/21, Auftragsarbeit für den französischen Staat, nach Dupatys Tod von Cortot in Marmor ausgeführt, Paris, Place des Vosges
- La Vierge et l’enfant Jésus (Die Jungfrau Maria und das Jesuskind), 1822, Paris, ehemalige Abteikirche St-Germain-des-Prés
- La France et la ville de Paris pleurant sur l’urne du duc de Berry (Frankreich und die Stadt Paris über der Urne des Herzogs von Berry weinend), Skulpturengruppe, 1825, Gipsmodell für die geplante Grabkapelle des Herzogs von Berry († 1820), auf deren Bau bei der ehemaligen Oper, Ort der Ermordung des Herzogs, schließlich verzichtet wurde. Dupaty vollendete kurz vor seinem Tod eines der vier Marmorreliefs (La naissance du duc de Bordeaux). Cortot schuf nach Dupatys Gipsmodell die vier Statuen und drei restlichen Reliefs in Marmor, die sich in der Basilika-Kathedrale von Saint-Denis (Seine-Saint-Denis) befinden.